# Leon Williams (cestista 1991)
Leon Williams (Amersfoort, 25 luglio 1991) è un cestista olandese.

## Carriera
Con i Paesi Bassi ha disputato due edizioni dei Campionati europei (2015, 2022).
Nel 2023 inizia una nuova stupenda avventura con la maglia della polisportiva Libertas Livorno culminata con la promozione in serie A2.

## Palmarès
- Coppa d'Olanda: 2

Den Bosch: 2016
Donar Groningen: 2022